# Phanerodontia
Phanerodontia Hjortstam & Ryvarden – rodzaj grzybów z rzędu żagwiowców (Polyporales).

## Charakterystyka
Grzyby kortycjoidalne o owocniku rozpostartym i ściśle przylegającym. Hymenofor rzadko gładki, zazwyczaj grudkowaty, raduloidalny lub wyraźnie hydnoidalny (kolczasty), o barwie od białawej do jasnobrązowej. Subikulum cienkie lub średniej grubości, blado zabarwione. System strzępkowy monomityczny, strzępki głównie z prostymi przegrodami, w subikulum trafiają się cienkościenne lub grubościenne strzępki ze sprzążkami, strzępki w górnej warstwie zwykle cienkościenne, rzadko pogrubione, równoległe i ściśle ułożone w tkance kolców. Czasami trafiają się pojedyncze cystydy. Podstawki z 4 sterygmami i prostą przegrodą u podstawy. Bazydiospory elipsoidalne, gładkie, cienkościenne, nieamyloidalne, niecyjanofilne.
Do rodzaju Phanerodontia włączono gatunki wcześniej zaliczane do Phanerochaete, mające typowy hymenofor od raduloidalnego do hydnoidalnego i grubościenne strzępki w subikulum.  Phanerochaete odróżnia się morfologicznie brakiem cystyd i cienkościennych strzępek w subikulum.

## Systematyka i nazewnictwo
Pozycja w klasyfikacji według Index Fungorum: Incertae sedis, Polyporales, Incertae sedis, Agaricomycetes, Agaricomycotina, Basidiomycota, Fungi.
Gatunki:
- Phanerodontia chrysosporium (Burds.) Hjortstam & Ryvarden 2010 – tzw. korownica śnieżna[3]
- Phanerodontia dentata Hjortstam & Ryvarden 2010
- Phanerodontia irpicoides (Hjortstam) Hjortstam & Ryvarden 2010
- Phanerodontia magnoliae (Berk. & M.A. Curtis) Hjortstam & Ryvarden 2010 – tzw. korownica radełkowata[4]

Wykaz gatunków i nazwy naukowe na podstawie Index Fungorum. Nazwy polskie według W. Wojewody i Komisji ds. Polskiego Nazewnictwa Grzybów.